# Kanton Villeneuve-de-Marsan
Kanton Villeneuve-de-Marsan (francouzsky Canton de Villeneuve-de-Marsan) je francouzský kanton v departementu Landes v regionu Akvitánie. Tvoří ho 12 obcí.

## Obce kantonu
- Arthez-d'Armagnac
- Bourdalat
- Le Frêche
- Hontanx
- Lacquy
- Montégut
- Perquie
- Pujo-le-Plan
- Saint-Cricq-Villeneuve
- Sainte-Foy
- Saint-Gein
- Villeneuve-de-Marsan